# Saving Zoë (película)
Saving Zoë (Salvando a Zoë en español) es una película estadounidense de drama y suspenso, basada en la novela del mismo nombre de Alyson Noël. Fue dirigida por Jeffrey Hunt y protagonizada por Laura Marano y Vanessa Marano. Se estrenó en Estados Unidos el 12 de julio de 2019 en cines. En España fue estrenada en octubre del mismo año por Amazon Prime Video.

## Trama
Tras el asesinato de su hermana Zoë, Echo se propone desvelar la verdad. Con el diario de Zoë como guía, Echo se ve envuelta en la oscuridad del mundo de su hermana y descubre que pequeñas decisiones pueden acarrear consecuencias trágicas.

## Reparto
- Laura Marano como Echo.
- Vanessa Marano como Zoë.
- Chris Tavarez como Marc.
- Giorgia Whigham como Carly.
- Michael Provost como Parker.
- Nathaniel Buzolic como Jason.
- Ken Jeong como el Dr. Gallagher
- Annie Jacob como Abby.
- Evan Castelloe como Tom.
- Whitney Goin como la madre de Echo y Zoë.
- Jason Davis como el padre de Echo y Zoë.
- London Summers como Theresa.

- Datos: Q64350907